# Yousef Abu Jalboush
Yousef Abu Jalboush (Zarqa, 29 de mayo de 1998), también conocido como Sisa, es un futbolista jordano que juega en la demarcación de centrocampista para el Al-Faisaly SC de la Liga Premier de Jordania.

## Selección nacional
Tras jugar en las categorías inferiores de la selección, finalmente hizo su debut con la selección absoluta de Jordania el 1 de febrero de 2021 en un encuentro amistoso contra Tayikistán que finalizó con un resultado de 2-0 tras los goles de Ahmad Ersan y Mohammad Abu Zrayq.

## Clubes
| Club              | País     | Año       | Partidos | Goles |
| ----------------- | -------- | --------- | -------- | ----- |
| Al-Faisaly SC     | Jordania | 2017-2021 | 14       | 2     |
| Kazma SC (cedido) | Kuwait   | 2022      | 1        | 0     |
| Al-Faisaly SC     | Jordania | 2022-     | 11       | 9     |